# Eduardo Gutiérrez
Eduardo Gutiérrez Valdivia (17 gennaio 1925 – ...) è stato un calciatore boliviano, di ruolo portiere.

## Carriera
Prese parte con la sua nazionale ai Mondiali del 1950, titolare.
Disputò inoltre con la Bolivia il Campionato Sudamericano nel 1947 , nel 1949  e nel 1953 .